# Eveline Saalberg
Eveline Saalberg (30 de julho de 1998) é uma velocista holandesa, campeã mundial do revezamento 4x400 metros em Budapeste 2023.